# Neude
De Neude is een plein in het centrum van de Nederlandse stad Utrecht.

## Plaats en huidige functie
Het plein heeft van oorsprong de vorm van een symmetrisch trapezium met op iedere hoek twee straten. Door de doorsteek van de verkeersader Potterstraat/Lange Jansstraat over het plein hoort een van de punten van het trapezium echter visueel niet meer bij het plein. In de nabijheid bevinden zich de Hardebollenstraat (voormalige rosse buurt), de lapjesmarkt op de Breedstraat, het Utrechtse stadhuis en de Oudegracht. Tot in de jaren 90 van de twintigste eeuw was het een parkeerplaats; Anno 2022 is er vrij veel horeca met 's zomers terrassen en worden er festivals en grote evenementen georganiseerd. Op het plein staat een opvallende vlaggenmast. Jaarlijks heeft het Festival aan de Werf er in mei zijn publiekstent en centrale verkooppunt. In het najaar is er een kookfestival en rond Kerst is er een kerstmarkt.

## Geschiedenis
De naam Neude komt van "Node", moerassige laagte. Reeds in de middeleeuwen werd het toponiem gebruikt. De plaats waar nu de Neude ligt was drassig land, een overblijfsel van de oude Rijnbedding. Eind 15de eeuw werd in opdracht van de Utrechtse stadsregering zand, keien en puin gestort om de bodem te verstevigen en op te hogen. Omdat het plein aan de handelsweg van Holland naar Gelre lag en dicht bij de Oudegracht, trok het kooplui aan en werd het een belangrijke marktplaats. Aan de zuidzijde van het plein werd een korenmarkt gehouden. Pas in 1894 kwam door de bouw van de Fruithal en Korenbeurs op het Vredenburg een einde aan deze handel. In de loop der eeuwen heeft het plein vele functies gehad: er zijn onder meer executies uitgevoerd en lijken van oorlogsslachtoffers op verzameld. Bij de pomp werden politieke toespraken gehouden.

## De of het Neude
Een bekend maar recent twistpunt is het lidwoord dat gebruikt moet worden voor de naam Neude. Al in boeken uit 1674 werd er in het Nederlands naar het plein verwezen als "de Neude". Op nog oudere stadsplattegronden wordt het lidwoord de gebruikt, daarop en in het Stad-Utrechts wordt de Neude tevens wel aangeduid als "de Neu". Gebruik van het lidwoord het wordt in 1995 door kenner van en publicist over het Stad-Utrechts B.J. Martens van Vliet als "zeer fout" bestempeld. Ook in sagen wordt "de Neude" gezegd.
De vorm "het Neude" wordt ook gebruikt zoals blijkt uit de opkomst van deze vorm in boeken sinds 1973 en uit hoe vaak beide vormen in de praktijk op het internet worden gebruikt.

## De Denker

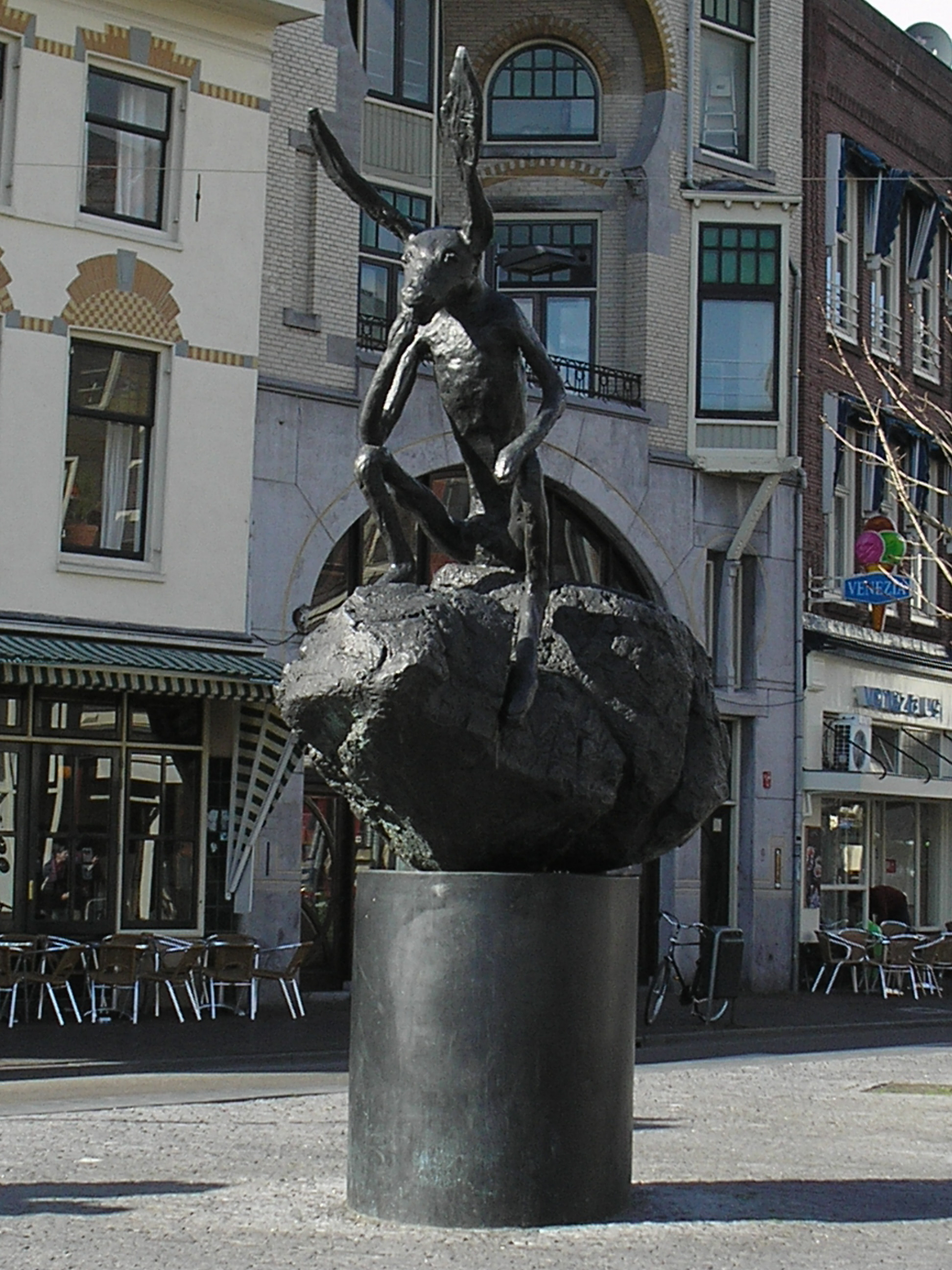
Thinker on a Rock van Barry Flanagan.

Vanaf 2002 staat op het plein een omstreden beeld, Thinker on a rock (een kruising tussen Bugs Bunny en De Denker van Rodin) van de beeldhouwer Barry Flanagan (1941). In de prijsvraag voor deze plek koos de jury voor de haas, maar gaf de Utrechtse bevolking massaal de voorkeur aan andere inzendingen, waaronder een fontein. De haas werd tijdelijk in het Centraal Museum tentoongesteld en er werd een officieel referendum uitgeschreven. Hierin mocht de haas het opnemen tegen twee andere zeer abstracte ontwerpen en kozen de Utrechters met 83% van de 4000 stemmen dit beeld. Inmiddels is het beeld in het Utrechtse stadsleven opgenomen. Het krijgt regelmatig een bos wortelen en in de winter een sjaal om. In het lokale weekblad Ons Utrecht had de haas zijn eigen cartoon gemaakt door kunstenaar Frans Stelling. Het beeld staat aan de overkant van de Neude, op de hoek van de Loeff Berchmakerstraat en de Voorstraat.

## Intellectual Heritage
Vanaf 2023 hangt aan de gevel van Bibliotheek Neude, het voormalig hoofdpostkantoor, het lichtkunstwerk Intellectual Heritage van Maarten Baas (1978). Een van vijf nieuwe kunstwerken van Utrechtse kunstenaars die gemaakt zijn voor Bibliotheek Neude.
Dit lichtkunstwerk is geïnspireerd op de architectuur van het gebouw én op de nieuwe functie als bibliotheek. Daarnaast verbindt het op een bijzondere manier de drukte van het plein met zijn horeca, vele festivals en vrolijkheid met de relatieve rust en het meer ingetogene dat een bibliotheek vaak uitstraalt. Daarbij combineert Maarten Baas de vluchtige reclamevorm met de intellectuele inhoud. Hij speelt ook met de contrasten tussen de strakke lijnen van het pand en de speelse lijnen van het kunstwerk, tussen de vluchtige reclamevorm en de intellectuele inhoud. Er zit voor iedereen iets in. Voor jong en oud. Van nijntje tot LS en study, study, study.
Het kunstwerk roept veel reacties op, er zijn zowel tegen- als voorstanders.

## Gebouwen
Aan het plein ligt het voormalig hoofdpostkantoor van de stad, in 1924 ontworpen door Joseph Crouwel in de Amsterdamse School-stijl. De twee leeuwen die de ingang flankeren zijn van de hand van Hendrik van den Eijnde. Het gebouw heeft een opvallende dakconstructie. Tot medio 2016 was het pand door KPN in gebruik als telefooncentrale voor de Utrechtse binnenstad. Eigenaar KPN verkocht het pand aan a.s.r.
Op 29 juni 2015 werd een intentieovereenkomst getekend tussen a.s.r. en de gemeente Utrecht om het gebouw te verbouwen tot de Centrale Bibliotheek. Na 5 jaar plannen maken en 2 jaar verbouwen was de opening gepland op vrijdag 13 maart 2020. Vanwege de coronapandemie is de Bibliotheek Neude vanaf 11 mei 2020 in fases geopend. Tegenwoordig is de Bibliotheek Neude zeven dagen per week geopend voor publiek.
Neude 4, recht tegenover het postkantoor, was oorspronkelijk een magazijnfiliaal van J.P. Wyers, groothandel in gordijnen, tapijten en linoleum en dateert uit 1940. Het is een ontwerp van architect Peter van der Wart. Boven de ingang is een klein reliëf aangebracht van een leeuw met als slogan "Ick Waek" van de hand van Jo Uiterwaal. In dit pand kwam in 1978 de Algemene Bank Nederland terecht, later een ABN AMRO-filiaal. Aan het gebouw werden in 1979 bij de viering van 400 jaar Unie van Utrecht twee panelen van Arie Teeuwisse en Pieter d'Hont bevestigd. Sinds 2010 heeft alleen nog maar de begane grond functie als bank. De overige vijf verdiepingen van het pand kwam in handen van de Dutch Game Garden (DGG), dit is een bedrijfsverzamelgebouw voor de Nederlandse game industrie. In 2015 verhuisde de DGG naar het Beatrixgebouw en komt in dit gebouw een hotel van Stayokay. De reliëfs met betrekking tot de Unie van Utrecht werden verwijderd en het oorspronkelijke reliëf van Wyers kwam weer tevoorschijn.
Een ander opvallend gebouw is de Neudeflat, een hoge flat die tot de oplevering van een nieuw stadskantoor in 2014 als kantoorruimte gebruikt werd door de gemeente Utrecht. De ruimten in het gebouw zijn vanaf de tweede verdieping omgebouwd tot appartementen.

## Bekende gebouwen aan de Neude

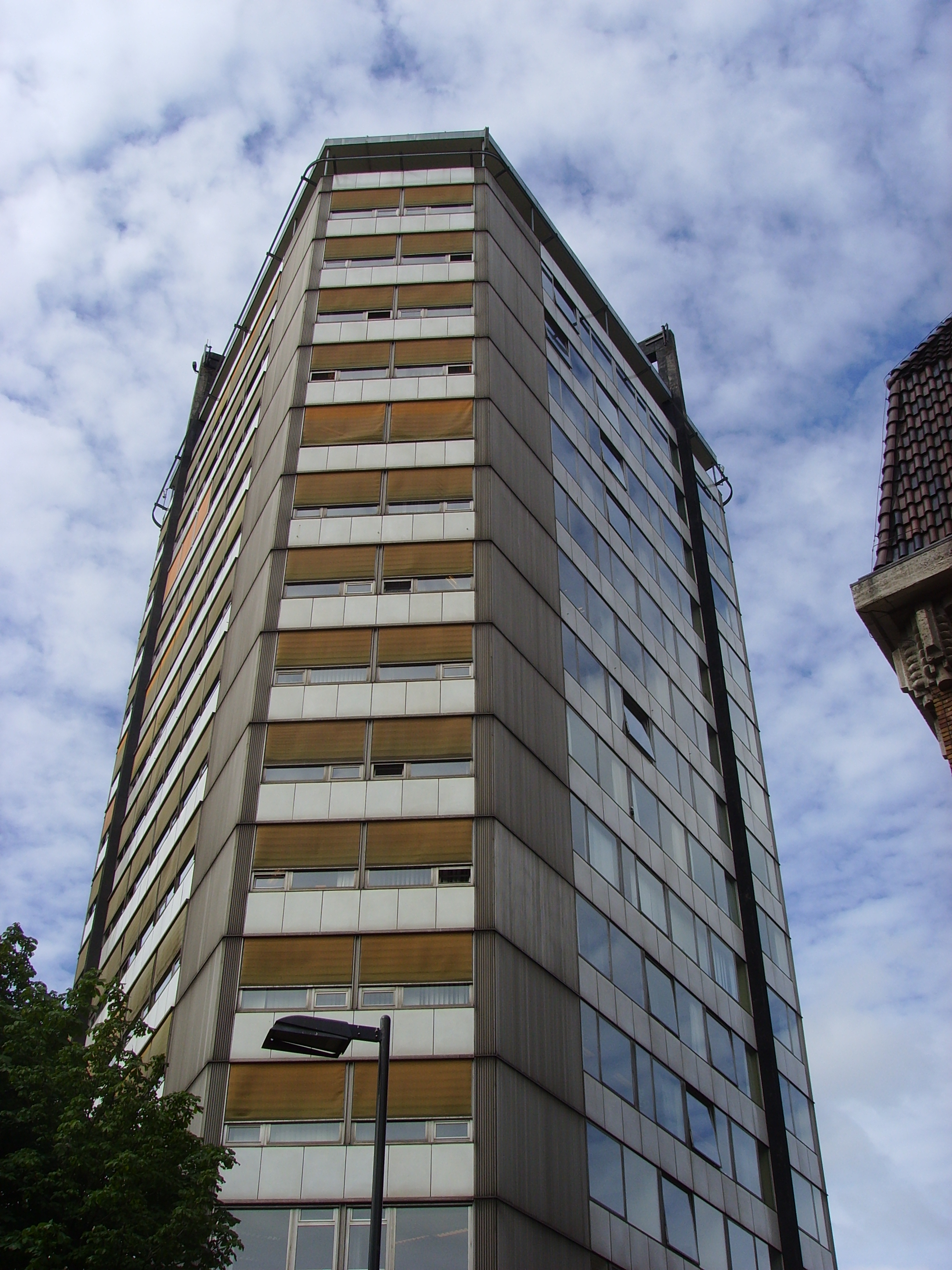
Neudeflat
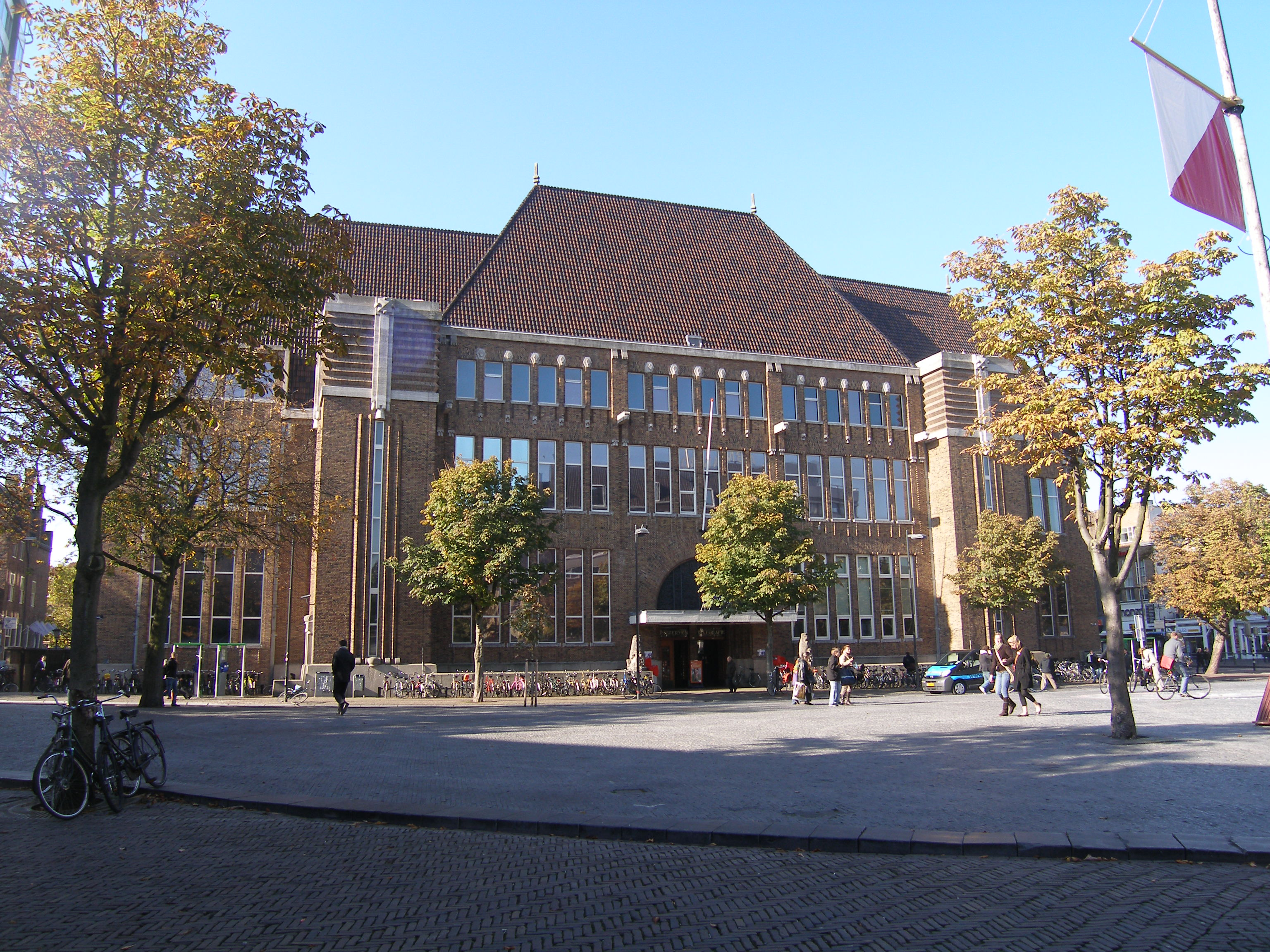
hoofdpostkantoor

## Bereikbaarheid
Bij bushalte Neude stoppen veel bussen van U-OV en Syntus Utrecht; het is de eerste of tweede halte (na Vredenburg), vanaf station Utrecht Centraal, in oostelijke richting (centrumkant).

## Trivia
- De benefietradio-uitzending Serious Request van radiostation 3FM, die elk jaar wordt gehouden in de week voor kerst, kwam in 2004, 2005 en 2006 vanuit een glazen huis op de Neude.
- Het plein komt voor in de Nederlandse versie van het spel Monopoly.
- Rond 1533 vonden er heksenverbrandingen plaats op de Neude.[15] Een enkele lutherse "ketter" eindigde in die eeuw ook op de Neude op de brandstapel.
- Er is sinds 2017 een lettertype 'Neude'. Dit lettertype gebaseerd op de letters van de vijf beelden die ruim tachtig jaar geleden in het oude postkantoor aan de Neude werden geplaatst. De beelden staan voor de vijf continenten. De beelden en het lettertype passen bij de Amsterdamse School, de bouwstijl van het oude postkantoor.[16]
- Op 31 juli 1618 werden de waardgelders door prins Maurits op dit plein afgedankt.